# Ilona Haslbauer
Ilona Haslbauer (* 1956) ist die Betroffene eines bayerischen Justizirrtums. Ein vergleichsweise geringfügiger Vorfall führte dazu, dass sie mehr als siebeneinhalb Jahre – von November 2007 bis August 2014 – in den geschlossenen Abteilungen der forensischen Psychiatrie in Taufkirchen (Vils) und Straubing untergebracht wurde. Der Fall veranschaulichte nach allgemeiner Auffassung – ähnlich wie der Fall Gustl Mollath – Missstände im Zusammenhang mit dem deutschen Maßregelvollzug und zog deshalb öffentliches Interesse auf sich.

## Der Fall Ilona Haslbauer

### Tatvorwurf und Gerichtsurteile
Im Jahr 2005 stand Haslbauer als Angeklagte wegen vorsätzlicher Körperverletzung vor Gericht. Laut Anklage soll sie ihre frühere Nachbarin im Mai 2004 und dann nochmals im Januar 2005 in einem Supermarkt mit einem Einkaufswagen gerammt haben. Weil Haslbauer bereits Vorstrafen wegen Körperverletzung und Beleidigung hatte, verurteilte das Amtsgericht Regensburg sie zu sechs Monaten Freiheitsstrafe.
Gegen dieses Urteil legte Haslbauer Berufung zum Landgericht Regensburg ein. Sie bestand darauf, dass der Vorwurf nicht den Tatsachen entspreche. Sie willigte für ein psychiatrisches und ein psychologisches Gutachten ein. Der vom Gericht beauftragte Gutachter diagnostizierte, dass sie mit ihren Gedanken in einem Wahnsystem lebe und gemeingefährlich sei. Haslbauers Zweifel an der Ausgewogenheit des Gutachtens wurden ebenfalls als wahnhaft ausgelegt. Das Landgericht Regensburg verurteilte Haslbauer im Jahr 2007 wegen vorsätzlicher Körperverletzung zu vier Monaten Haft ohne Bewährung und ordnete aufgrund des psychiatrischen Gutachtens Maßregelvollzug an, das heißt Einweisung in die geschlossene Psychiatrie statt Strafvollzug in einer Justizvollzugsanstalt.
Die Politikwissenschaftlerin Doris Simon, die seit 2005 den Fall Haslbauer beobachtet hatte, wies im Jahr 2008 Fehler in den damals vorliegenden Gutachten nach. Laut einem ärztlichen Attest hatte das Rammen mit dem Einkaufswagen zu Verletzungen im Lendenbereich geführt; Versuche ergaben jedoch, dass man mit einem Einkaufswagen nicht den Lendenbereich, sondern nur das Gesäß treffen kann. Der psychiatrische Gutachter, der Haslbauers Einweisung in die Psychiatrie empfahl, behauptete in seinem Gutachten, es habe für beide Angriffe mit einem Einkaufswagen „neutrale Zeugen“ gegeben, obwohl es keine Zeugen gab. Simon kommentierte: „Diese Schlamperei zieht sich durch das gesamte Gutachten. Ich frage mich, ob er die Gerichtsakten überhaupt gelesen hat.“ Der Gutachter und das Gericht stellten die Glaubwürdigkeit des Opfers nicht infrage, obwohl es zwischen den beiden Frauen jahrelang immer wieder Streit gegeben hatte, der schon mehrfach vor Gericht gelandet war. Laut Simon hätte das Gericht bei der vorgeblich geschädigten Frau einen „Vernichtungswillen“ erkennen müssen, der sich zum Beispiel in ihrem Ausruf „Die muss weg!“ gezeigt habe.

### Unterbringung in der geschlossenen Psychiatrie
Ilona Haslbauer wurde im November 2007 in die geschlossene Psychiatrie eingewiesen und war seitdem im Isar-Amper-Klinikum in Taufkirchen (Vils) im Landkreis Erding untergebracht, unterbrochen von einer zwischenzeitlichen Verlegung in das Bezirkskrankenhaus Straubing im Jahr 2010. Aus Misstrauen und Ablehnung verweigerte sie teilweise die Kommunikation mit den Ärzten. So stellte sie sich schlafend, wenn Ärzte ihr Zimmer betraten, las Zeitung oder schwieg beharrlich. Bei den jährlichen Gutachten schlossen sich die Sachverständigen jeweils ohne eigene Erkenntnisse den bisherigen Gutachten an. Sie behaupteten stets, es seien künftig weiterhin Straftaten zu erwarten, die Haslbauer im Wahn begehen würde, und bei jeder Anhörung schlossen sich die Richter wiederum diesen Gutachten an.
Im Jahr 2013 kam es im Klinikum in Taufkirchen zu einem eskalierenden Streit zwischen Haslbauer und dem Pflegepersonal. Laut der Klinikleitung beleidigte sie das Klinikpersonal unflätig, widersetzte sich der wiederholten Aufforderung, auf ihr Zimmer zu gehen, und trat schließlich einem Pfleger in den Genitalbereich. Laut Haslbauer wollte man ihr aus reiner Willkür das Frühstück verweigern, das Klinikpersonal habe sie angeschrien und bedroht. Nachdem sie verlangt habe, ihren Rechtsanwalt anrufen zu dürfen, sei sie von hinten überwältigt, am Boden festgehalten und dann auf dem Rücken liegend über den Gang geschleift worden. Schließlich wurde sie 25 Stunden lang mit allen Gliedmaßen an ein Bett gefesselt. Laut dem ärztlichen Direktor der Klinik war diese Maßnahme wegen Fremdgefährdung nötig. Dieser Vorfall war der Auslöser für einen Bericht auf Spiegel Online und in der Folge für weitere Berichterstattung über Haslbauer.
Die deutsche Sängerin und Schauspielerin Nina Hagen setzte sich ab 2013 für die Freilassung und die Veröffentlichung des Schicksals von Ilona Haslbauer ein. Dem Direktor der forensischen Psychiatrie in Taufkirchen (Vils), dessen Vergangenheit als Maoist bekannt war, warf Hagen vor, er lebe seine „maoistisch-stalinistischen, sadistischen Gelüste“ in seiner Klinik aus. Auch das Justizopfer Gustl Mollath setzte sich für ihre Freilassung ein. Mollath ist im gleichen Jahr geboren wie Haslbauer (1956); in der forensischen Psychiatrie in Straubing war er der gleichen Ärztin „als Patient ausgeliefert“ wie Haslbauer, wie Mollath es ausdrückte.
Erst im Jahr 2014, als Medien und Haslbauers Unterstützer für Empörung in der Öffentlichkeit gesorgt hatten, bezweifelte ein Gutachter die angebliche Gefahr, die laut den bisherigen Gutachten von ihr ausgehe. Im Anschluss daran kam das Landgericht Landshut zu der Einschätzung, dass rechtswidrige Taten nicht mehr zu erwarten seien. Das Landgericht beschloss im Juli 2014, die Unterbringung in der Psychiatrie sei zu beenden. Zugleich wurde die 2007 verhängte Freiheitsstrafe von vier Monaten wegen vorsätzlicher Körperverletzung zur Bewährung aufgehoben. Laut Haslbauer war diese Wendung vor allem auch ihrem neuen Rechtsanwalt Adam Ahmed zu verdanken: „Wenn ich nicht einen so guten Anwalt gehabt hätte, säße ich noch immer fest.“ Das ausschlaggebende Argument für die Entscheidung des Gerichts war laut Rechtsanwalt Ahmed: „Wegen einer Tat, für die Frau Haslbauer zunächst zu vier Monaten Haft verurteilt wurde, sitzt sie jetzt seit siebeneinhalb Jahren in der Forensik. Das ist einfach nicht verhältnismäßig.“ Ahmed merkte an, dass schon jene anderen Rechtsanwälte, die Haslbauer zuvor vertreten hatten, auf diese Unverhältnismäßigkeit hätten hinweisen können.
Am 14. August 2014 wurde Haslbauer aus der forensischen Psychiatrie entlassen. Bei ihrer Entlassung hatten sich Angehörige und einige Dutzend Unterstützer vor dem Psychiatrie-Klinikum in Taufkirchen versammelt. Auch Gustl Mollath war dabei anwesend.

### Bewertung
Der Fall rief ähnlich kontroverse Diskussionen über die Praxis bayerischer Gerichte betreffend die Zwangseinweisung in den psychiatrischen Maßregelvollzug und die Zustände im Maßregelvollzug hervor wie der Fall Gustl Mollath. Haslbauers Rechtsanwalt Adam Ahmed sagte, ihr Fall sei „noch krasser“ als der Fall Mollath. Die Einweisung in den Maßregelvollzug vor dem Hintergrund eines „harmlosen Vorfalls“ und insbesondere die Dauer der Freiheitsentziehung wurden als „völlig unverhältnismäßig“ kritisiert.
Der Fall Haslbauer veranschaulichte nach medialer Darstellung auch die Fragwürdigkeit psychiatrischer Gutachten. So hatte es einander widersprechende Gutachten gegeben: Haslbauer wurde in einem Gutachten als voll schuldfähig bewertet, in einem anderen Gutachten als nicht schuldfähig. Die Diplom-Psychologin Eva Schwenk, Autorin des Buchs Fehldiagnose Rechtsstaat: Die ungezählten Psychiatrieopfer (2004), analysierte mehrere der Gutachten, die jeweils die Verlängerung von Haslbauers Unterbringung in der Psychiatrie befürwortet hatten, und stellte grundlegende Mängel fest. Haslbauer sei das Opfer einer psychiatrischen Praxis, „in der alles, was sie tut oder nicht tut, sagt oder nicht“, als krankhaft eingestuft werde. Über eines der Gutachten sagte Schwenk, es sei ein eklektizistisches (d. h. ein unsystematisch zusammengewürfeltes) Sammelsurium, „in dem persönliche Einschätzungen mit psychopathologischen Begriffen formuliert werden, von deren Bedeutung nicht die geringste Kenntnis, geschweige denn Verständnis vorhanden ist.“
Nach Haslbauers Entlassung reichte ihr Rechtsanwalt beim Oberlandesgericht München eine Rechtsbeschwerde wegen der 25 Stunden andauernden Fixierung im Jahr 2013 ein, die er als „verfassungs- und menschenrechtswidrig“ bewertete.
In einer TV-Dokumentation des Südwestrundfunks wurde Haslbauer als Paradebeispiel für die fatalen Auswirkungen fehlerhafter psychiatrischer Gutachten angeführt. Der Fall zeige, dass man in Deutschland schon infolge eines geringfügigen Delikts viele Jahre lang in der geschlossenen Psychiatrie inhaftiert werden kann.

## Engagement nach der Freilassung
Nach ihrer Freilassung kämpfte Ilona Haslbauer gegen den Maßregelvollzug nach § 63 StGB: mit Beiträgen bei Protestveranstaltungen und Podiumsdiskussionen, Gedichten, einem Theaterstück und Konzerten. Gedichte und das Theaterstück hatte Haslbauer schon in der Zeit ihrer Unterbringung in der forensischen Psychiatrie geschrieben. Das Theaterstück, in dem sie ihre Erfahrungen in der Psychiatrie verarbeitete, trägt den Titel Friedhof der atmenden Toten. Es wurde 2015 von dem Regensburger Ensemble ueTheater uraufgeführt.
Ende 2014 produzierte das Theater für Niedersachsen eine CD mit dem Titel Gedichte aus der Zwangspsychiatrie, auf der Gedichte Haslbauers gesungen und gesprochen werden. Hieran wirkte auch Nina Hagen mit. Nina Hagen und Haslbauer trugen die Gedichte aus der Zwangspsychiatrie auch in gemeinsamen Konzerten vor.